# ALCO RS-1

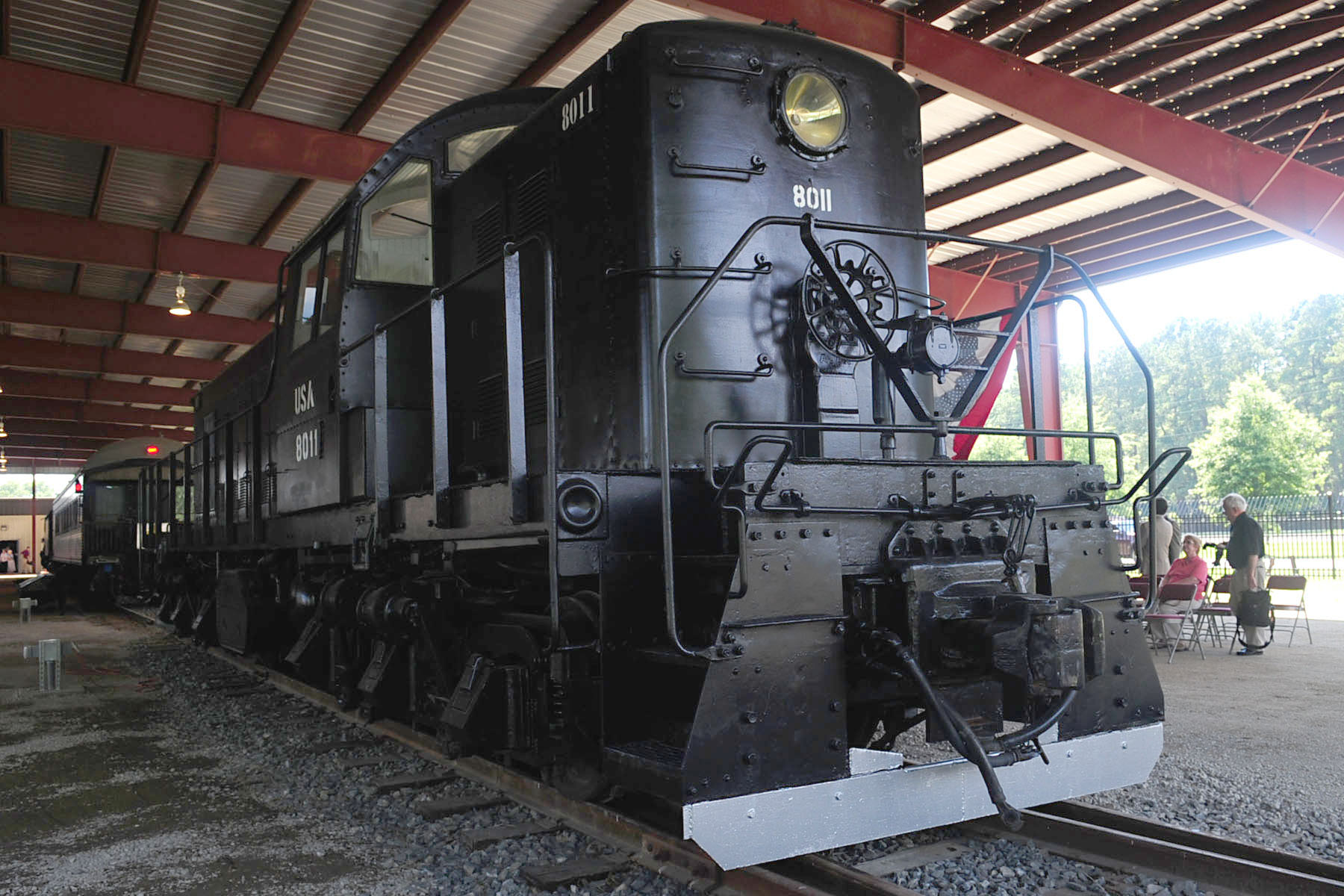
ALCO RS-1 dans un musée américain.

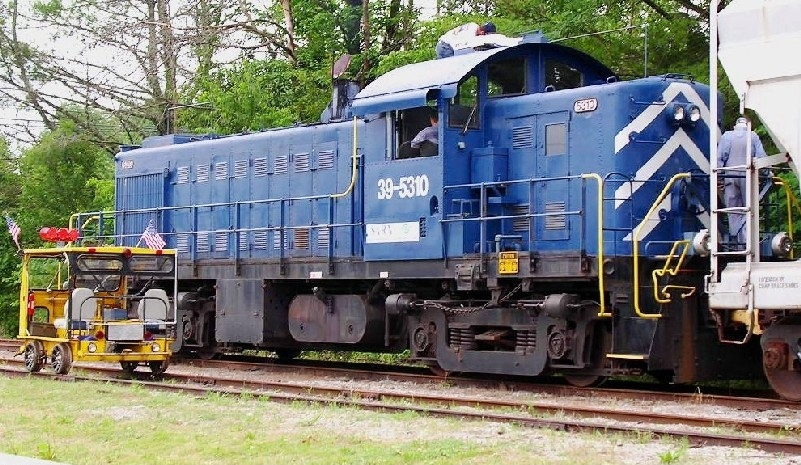
Le ALCO RS-1, généralement considéré comme étant le premier modèle à succès de road switcher.

Pour les articles homonymes, voir RS1.
L'ALCO RS-1 est une locomotive diesel-électrique de type road switcher à quatre essieux construite par Alco-GE entre 1941 et 1953 et l'American Locomotive Company de 1953 à 1960. Ce modèle a été la plus longue en production de toutes les locomotives diesels pour le marché nord-américain.

## Histoire

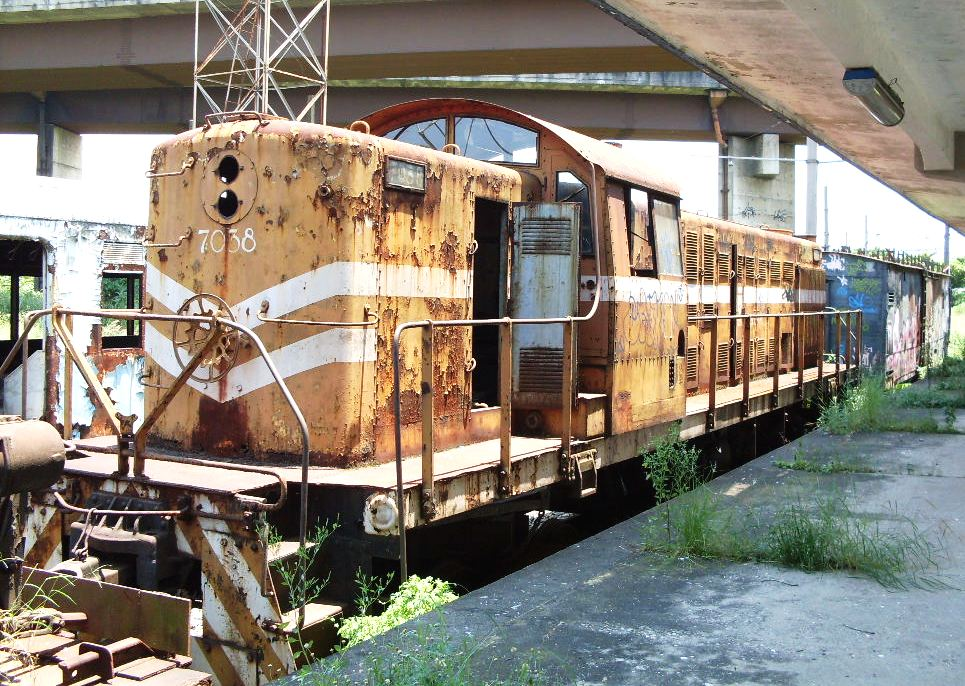
RS1 à l'abandon au Brésil

La configuration de la carrosserie de la RS-1 a lancé le type de la locomotive de manœuvre de route. La plupart des locomotives construites depuis ont suivi cette conception de base. En 1940, le chemin de fer de Rock Island approche l'ALCO pour construire une locomotive qui servira comme locomotive de route et locotracteur.